# Eleições legislativas na Itália em 1963
As eleições legislativas na Itália em 1963 foram realizadas a 28 de Abril e, serviram para eleger os 630 membros da Câmara dos Deputados e os 315 membros do Senado.
Os resultados deram nova vitória à Democracia Cristã, embora, em relação a 1958, os democratas-cristãos tenham perdido 13 deputados e caído 4,1%, ficando-se pelos 38,3% dos votos e 260 deputados.
O Partido Comunista Italiano obteve um bom resultado, conquistando, pela primeira vez, mais de 25% dos votos, ficando com 25,3% dos votos e 166 deputados.
O Partido Socialista Italiano estabilizou-se nos 14% dos votos, enquanto, o Partido Socialista Democrático Italiano subiu para os 6,1% dos votos.
O Partido Liberal Italiano também obteve um excelente resultado, conquistando 7,0% dos votos e 39 deputados.
Por fim, de destacar a continuada importância eleitoral dos nacionalistas do Movimento Social Italiano enquanto que os monárquicos tiveram um resultado catastrófico, marcando o fim da sua relevância eleitoral em Itália.
Após as eleições, pela primeira vez na história, Democracia Cristã formou governo com o Partido Socialista Italiano, com o apoio do Partido Republicano Italiano e Partido Socialista Democrático Italiano.
De referir, que a ala de esquerda dos socialistas, em desacordo com esta coligação, rompeu com o partido, dando origem ao Partido Socialista Italiano de Unidade Proletária, partido que manteve relações próximas com o Partido Comunista Italiano.

## Resultados Oficiais

### Câmara dos Deputados
| Partido                 | Partido                                            | Votos      | %               | +/-     | Deputados | +/-     |
| ----------------------- | -------------------------------------------------- | ---------- | --------------- | ------- | --------- | ------- |
|                         | Democracia Cristã                                  | 11 773 182 | 38,28 / 100,00  | 4,07    | 260 / 630 | 13      |
|                         | Partido Comunista Italiano                         | 7 767 601  | 25,26 / 100,00  | 2,58    | 166 / 630 | 26      |
|                         | Partido Socialista Italiano                        | 4 255 836  | 13,84 / 100,00  | 0,39    | 87 / 630  | 3       |
|                         | Partido Liberal Italiano                           | 2 144 270  | 6,97 / 100,00   | 3,43    | 39 / 630  | 22      |
|                         | Partido Socialista Democrático Italiano            | 1 876 271  | 6,10 / 100,00   | 1,55    | 33 / 630  | 11      |
|                         | Movimento Social Italiano                          | 1 570 282  | 5,11 / 100,00   | 0,35    | 27 / 630  | 3       |
|                         | Partido Democrático Italiano de Unidade Monárquica | 536 948    | 1,75 / 100,00   | 3,11    | 8 / 630   | 17      |
|                         | Partido Republicano Italiano                       | 420 213    | 1,37 / 100,00   | Estável | 6 / 630   | Estável |
|                         | Partido Popular Sul Tirolês                        | 135 457    | 0,44 / 100,00   | 0,02    | 3 / 630   | Estável |
|                         | União Valdostana                                   | 31 844     | 0,10 / 100,00   | Estável | 1 / 630   | Estável |
|                         | Outros                                             | 240 967    | 0,78 / 100,00   |         | 0 / 630   |         |
| Votos Inválidos         | Votos Inválidos                                    | 1 013 138  | 3,19 / 100,00   | 0,32    |           |         |
| Total                   | Total                                              | 31 766 009 | 100,00 / 100,00 |         | 630 / 630 | 34      |
| Eleitorado/Participação | Eleitorado/Participação                            | 34 199 184 | 92,89 / 100,00  | 0,94    |           |         |
| Fonte                   | Fonte                                              | [ 3 ]      | [ 3 ]           | [ 3 ]   | [ 3 ]     | [ 3 ]   |

### Senado
| Partido                 | Partido                                            | Votos      | %               | +/-   | Senadores | +/-     |
| ----------------------- | -------------------------------------------------- | ---------- | --------------- | ----- | --------- | ------- |
|                         | Democracia Cristã                                  | 10 017 975 | 36,47 / 100,00  | 4,76  | 129 / 315 | 6       |
|                         | Partido Comunista Italiano                         | 6 933 310  | 25,24 / 100,00  | 3,44  | 84 / 315  | 25      |
|                         | Partido Socialista Italiano                        | 3 849 495  | 14,01 / 100,00  | 0,07  | 44 / 315  | 9       |
|                         | Partido Liberal Italiano                           | 2 043 323  | 7,44 / 100,00   | 3,57  | 18 / 315  | 14      |
|                         | Partido Socialista Democrático Italiano            | 1 743 870  | 6,35 / 100,00   | 1,90  | 14 / 315  | 9       |
|                         | Movimento Social Italiano                          | 1 458 917  | 5,31 / 100,00   | 0,91  | 14 / 315  | 6       |
|                         | Partido Democrático Italiano de Unidade Monárquica | 429 412    | 1,56 / 100,00   | 3,56  | 2 / 315   | 5       |
|                         | MSI-PDIUM                                          | 212 381    | 0,77 / 100,00   | Novo  | 1 / 315   | Novo    |
|                         | DC-PRI                                             | 199 805    | 0,73 / 100,00   | Novo  | 4 / 315   | Novo    |
|                         | Partido Popular Sul Tirolês                        | 112 023    | 0,41 / 100,00   | 0,05  | 2 / 315   | Estável |
|                         | Partido Autónomo Social Cristão                    | 43 355     | 0,16 / 100,00   | Novo  | 1 / 315   | Novo    |
|                         | União Valdostana                                   | 29 510     | 0,11 / 100,00   | -     | 1 / 315   | -       |
|                         | Independente (Católico)                            | 22 578     | 0,08 / 100,00   | Novo  | 1 / 315   | Novo    |
|                         | Outros                                             | 373 348    | 1,36 / 100,00   |       | 0 / 315   |         |
| Votos Inválidos         | Votos Inválidos                                    | 1 402 750  | 4,86 / 100,00   | 0,21  |           |         |
| Total                   | Total                                              | 28 872 052 | 100,00 / 100,00 |       | 315 / 315 | 69      |
| Eleitorado/Participação | Eleitorado/Participação                            | 31 019 233 | 93,08 / 100,00  | 0,90  |           |         |
| Fonte                   | Fonte                                              | [ 4 ]      | [ 4 ]           | [ 4 ] | [ 4 ]     | [ 4 ]   |

## Resultados por Distritos Oficiais

### Câmara dos Deputados
| Distrito Eleitoral | %    | D   | %    | D   | %    | D   | %    | D   | %    | D    | %    | D   | %     | D     | %   | D   | %    | D   | %    | D  | Mandatos | Votantes   |
| Distrito Eleitoral | DC   | DC  | PCI  | PCI | PSI  | PSI | PLI  | PLI | PSDI | PSDI | MSI  | MSI | PDIUM | PDIUM | PRI | PRI | SVP  | SVP | UV   | UV | Mandatos | Votantes   |
| ------------------ | ---- | --- | ---- | --- | ---- | --- | ---- | --- | ---- | ---- | ---- | --- | ----- | ----- | --- | --- | ---- | --- | ---- | -- | -------- | ---------- |
| Turim              | 32,7 | 11  | 25,1 | 9   | 15,1 | 5   | 12,0 | 4   | 9,2  | 3    | 2,5  | 1   | 1,7   | -     | 0,7 | -   | -    | -   | -    | -  | 33       | 1 953 455  |
| Cuneo              | 43,4 | 7   | 18,8 | 3   | 12,6 | 2   | 9,9  | 1   | 8,9  | 1    | 1,7  | -   | 1,3   | -     | 2,2 | -   | -    | -   | -    | -  | 14       | 881 122    |
| Génova             | 32,2 | 8   | 28,4 | 7   | 15,5 | 3   | 9,6  | 2   | 7,6  | 2    | 3,9  | 1   | 1,1   | -     | 1,1 | -   | -    | -   | -    | -  | 23       | 1 241 649  |
| Milão              | 31,9 | 15  | 24,3 | 11  | 18,4 | 9   | 11,3 | 5   | 6,8  | 3    | 4,3  | 2   | 1,2   | -     | 0,6 | -   | -    | -   | -    | -  | 45       | 2 601 172  |
| Como               | 46,0 | 9   | 13,6 | 2   | 19,8 | 4   | 8,4  | 1   | 7,6  | 1    | 3,0  | -   | 1,2   | -     | 0,4 | -   | -    | -   | -    | -  | 17       | 926 116    |
| Bréscia            | 55,4 | 12  | 12,2 | 2   | 15,2 | 3   | 5,8  | 1   | 6,0  | 1    | 3,3  | -   | 1,2   | -     | 0,3 | -   | -    | -   | -    | -  | 19       | 1 013 641  |
| Mântua             | 38,2 | 4   | 26,5 | 3   | 20,5 | 2   | 5,2  | -   | 4,6  | -    | 3,4  | -   | 0,8   | -     | 0,3 | -   | -    | -   | -    | -  | 9        | 503 829    |
| Trento             | 39,5 | 5   | 5,8  | 1   | 12,0 | 1   | 4,0  | -   | 6,2  | -    | 3,3  | -   | 0,4   | -     | 0,3 | -   | 27,9 | 3   | -    | -  | 10       | 500 809    |
| Verona             | 55,9 | 17  | 13,5 | 4   | 14,5 | 4   | 5,9  | 2   | 5,8  | 1    | 3,0  | 1   | 0,7   | -     | 0,4 | -   | -    | -   | -    | -  | 29       | 1 440 465  |
| Veneza             | 47,4 | 9   | 17,5 | 3   | 17,4 | 3   | 4,9  | 1   | 8,0  | 1    | 3,0  | -   | 0,8   | -     | 0,7 | -   | -    | -   | -    | -  | 17       | 853 944    |
| Údine              | 47,4 | 7   | 15,4 | 2   | 15,7 | 2   | 4,5  | 1   | 11,4 | 2    | 4,1  | -   | 1,0   | -     | 0,6 | -   | -    | -   | -    | -  | 14       | 740 153    |
| Bolonha            | 23,5 | 6   | 41,9 | 12  | 13,6 | 4   | 5,7  | 1   | 6,5  | 2    | 3,2  | 1   | 0,4   | -     | 4,9 | 1   | -    | -   | -    | -  | 27       | 1 472 042  |
| Parma              | 29,5 | 6   | 39,2 | 8   | 14,9 | 3   | 5,6  | 1   | 6,9  | 1    | 2,6  | -   | 0,5   | -     | 0,3 | -   | -    | -   | -    | -  | 19       | 1 103 250  |
| Florença           | 28,8 | 5   | 41,9 | 7   | 12,8 | 2   | 6,0  | 1   | 5,5  | 1    | 3,6  | -   | 0,4   | -     | 0,6 | -   | -    | -   | -    | -  | 16       | 901 916    |
| Pisa               | 33,5 | 5   | 32,0 | 5   | 16,8 | 3   | 4,2  | -   | 5,9  | 1    | 4,5  | -   | 0,7   | -     | 2,4 | 1   | -    | -   | -    | -  | 15       | 859 361    |
| Siena              | 28,7 | 3   | 43,3 | 5   | 14,4 | 2   | 3,4  | -   | 4,1  | -    | 3,7  | -   | 0,3   | -     | 1,9 | -   | -    | -   | -    | -  | 10       | 551 963    |
| Ancona             | 38,3 | 7   | 30,0 | 6   | 14,2 | 2   | 4,0  | 1   | 5,7  | 1    | 4,5  | 1   | 0,5   | -     | 2,7 | 1   | -    | -   | -    | -  | 19       | 883 061    |
| Perúgia            | 31,9 | 4   | 36,0 | 5   | 15,8 | 2   | 3,5  | -   | 3,7  | -    | 6,5  | 1   | 0,5   | -     | 1,9 | -   | -    | -   | -    | -  | 12       | 631 272    |
| Roma               | 33,2 | 16  | 25,6 | 12  | 11,9 | 6   | 8,4  | 4   | 5,9  | 3    | 10,1 | 5   | 1,9   | 1     | 1,8 | 1   | -    | -   | -    | -  | 48       | 2 408 138  |
| L'Aquila           | 45,4 | 7   | 24,4 | 4   | 11,5 | 2   | 4,4  | 1   | 5,5  | 1    | 5,4  | 1   | 1,6   | -     | 1,0 | -   | -    | -   | -    | -  | 16       | 707 618    |
| Campobasso         | 51,4 | 3   | 16,5 | 1   | 8,9  | -   | 9,7  | -   | 4,8  | -    | 4,6  | -   | 2,4   | -     | 1,6 | -   | -    | -   | -    | -  | 4        | 201 759    |
| Nápoles            | 38,1 | 15  | 24,6 | 10  | 11,6 | 4   | 6,7  | 2   | 5,0  | 2    | 6,1  | 2   | 6,5   | 3     | 0,7 | -   | -    | -   | -    | -  | 38       | 1 652 506  |
| Benevento          | 42,4 | 10  | 18,1 | 4   | 10,2 | 2   | 6,7  | 1   | 7,6  | 2    | 7,2  | 1   | 5,8   | 1     | 1,5 | -   | -    | -   | -    | -  | 21       | 922 328    |
| Bari               | 40,9 | 10  | 29,4 | 7   | 10,6 | 3   | 3,5  | 1   | 3,7  | 1    | 7,1  | 1   | 2,3   | -     | 0,8 | -   | -    | -   | -    | -  | 23       | 1 038 353  |
| Lecce              | 46,1 | 9   | 22,3 | 4   | 10,9 | 2   | 3,8  | 1   | 3,6  | -    | 9,4  | 2   | 1,5   | -     | 1,0 | -   | -    | -   | -    | -  | 18       | 825 769    |
| Potenza            | 42,5 | 4   | 28,9 | 3   | 10,3 | 1   | 4,3  | -   | 5,8  | -    | 5,5  | -   | 1,1   | -     | 0,7 | -   | -    | -   | -    | -  | 8        | 343 888    |
| Catanzaro          | 44,0 | 12  | 26,3 | 7   | 13,0 | 3   | 3,5  | 1   | 3,0  | 1    | 6,9  | 2   | 1,8   | -     | 1,4 | -   | -    | -   | -    | -  | 26       | 1 028 976  |
| Catânia            | 39,4 | 12  | 23,1 | 7   | 10,4 | 3   | 9,9  | 3   | 5,3  | 1    | 7,4  | 2   | 2,4   | 1     | 1,2 | -   | -    | -   | -    | -  | 29       | 1 317 041  |
| Palermo            | 38,1 | 12  | 24,3 | 7   | 11,5 | 3   | 7,6  | 2   | 3,3  | 1    | 7,1  | 2   | 3,2   | 1     | 3,0 | 1   | -    | -   | -    | -  | 29       | 1 223 558  |
| Cagliari           | 42,5 | 8   | 22,5 | 4   | 11,1 | 2   | 5,8  | 1   | 3,7  | -    | 5,8  | 1   | 3,7   | 1     | 4,1 | 1   | -    | -   | -    | -  | 18       | 746 316    |
| Vale de Aosta      | 48,0 | -   | -    | -   | -    | -   | -    | -   | -    | -    | 2,2  | -   | -     | -     | -   | -   | -    | -   | 49,8 | 1  | 1        | 67 316     |
| Trieste            | 32,2 | 2   | 23,5 | 1   | 7,0  | -   | 9,0  | -   | 8,8  | -    | 11,9 | -   | 0,8   | -     | 1,9 | -   | -    | -   | -    | -  | 3        | 223 223    |
| Itália             | 38,3 | 260 | 25,3 | 166 | 13,8 | 87  | 7,0  | 39  | 6,1  | 33   | 5,1  | 27  | 1,8   | 8     | 1,4 | 6   | 0,4  | 3   | 0,1  | 1  | 630      | 31 766 009 |

#### Torino-Novara-Vercelli
| Partido                 | Partido                                            | Votos     | %               | +/-  | Deputados | +/-     |
| ----------------------- | -------------------------------------------------- | --------- | --------------- | ---- | --------- | ------- |
|                         | Democracia Cristã                                  | 611 964   | 32,66 / 100,00  | 4,99 | 11 / 33   | Estável |
|                         | Partido Comunista Italiano                         | 471 189   | 25,14 / 100,00  | 4,09 | 9 / 33    | 3       |
|                         | Partido Socialista Italiano                        | 283 222   | 15,11 / 100,00  | 0,08 | 5 / 33    | 1       |
|                         | Partido Liberal Italiano                           | 224 926   | 11,97 / 100,00  | 6,90 | 4 / 33    | 3       |
|                         | Partido Socialista Democrático Italiano            | 171 909   | 9,17 / 100,00   | 2,07 | 3 / 33    | 1       |
|                         | Movimento Social Italiano                          | 46 750    | 2,49 / 100,00   | 0,12 | 1 / 33    | 1       |
|                         | Partido Democrático Italiano de Unidade Monárquica | 31 431    | 1,68 / 100,00   | 1,81 | 0 / 33    | 1       |
|                         | Outros                                             | 33 135    | 1,77 / 100,00   |      | 0 / 33    |         |
| Votos Inválidos         | Votos Inválidos                                    | 133 108   | 6,81 / 100,00   | 0,65 |           |         |
| Total                   | Total                                              | 1 953 455 | 100,00 / 100,00 |      | 33 / 33   | 7       |
| Eleitorado/Participação | Eleitorado/Participação                            | 2 041 523 | 95,69 / 100,00  | 0,13 |           |         |

#### Cuneo-Alessandria-Asti
| Partido                 | Partido                                            | Votos   | %               | +/-  | Deputados | +/-     |
| ----------------------- | -------------------------------------------------- | ------- | --------------- | ---- | --------- | ------- |
|                         | Democracia Cristã                                  | 365 278 | 43,35 / 100,00  | 3,08 | 7 / 14    | 1       |
|                         | Partido Comunista Italiano                         | 158 400 | 18,80 / 100,00  | 3,74 | 3 / 14    | 1       |
|                         | Partido Socialista Italiano                        | 106 461 | 12,63 / 100,00  | 1,08 | 2 / 14    | Estável |
|                         | Partido Liberal Italiano                           | 83 254  | 9,88 / 100,00   | 4,35 | 1 / 14    | Estável |
|                         | Partido Socialista Democrático Italiano            | 75 152  | 8,92 / 100,00   | 0,55 | 1 / 14    | Estável |
|                         | Partido Republicano Italiano                       | 18 301  | 2,17 / 100,00   | 0,79 | 0 / 14    | Estável |
|                         | Movimento Social Italiano                          | 14 298  | 1,70 / 100,00   | 0,30 | 0 / 14    | Estável |
|                         | Concentração pela Unidade Rural                    | 10 840  | 1,29 / 100,00   | Novo | 0 / 14    | Novo    |
|                         | Partido Democrático Italiano de Unidade Monárquica | 10 689  | 1,27 / 100,00   | 1,79 | 0 / 14    | Estável |
| Votos Inválidos         | Votos Inválidos                                    | 61 976  | 7,03 / 100,00   | 0,61 |           |         |
| Total                   | Total                                              | 881 122 | 100,00 / 100,00 |      | 14 / 14   |         |
| Eleitorado/Participação | Eleitorado/Participação                            | 925 089 | 95,25 / 100,00  | 0,26 |           |         |

#### Genova-Imperia-La Spezia-Savona
| Partido                 | Partido                                            | Votos     | %               | +/-  | Deputados | +/-     |
| ----------------------- | -------------------------------------------------- | --------- | --------------- | ---- | --------- | ------- |
|                         | Democracia Cristã                                  | 387 343   | 32,24 / 100,00  | 7,54 | 8 / 23    | 2       |
|                         | Partido Comunista Italiano                         | 341 507   | 28,42 / 100,00  | 3,84 | 7 / 23    | 2       |
|                         | Partido Socialista Italiano                        | 186 130   | 15,49 / 100,00  | 1,72 | 3 / 23    | 1       |
|                         | Partido Liberal Italiano                           | 115 185   | 9,59 / 100,00   | 5,46 | 2 / 23    | 1       |
|                         | Partido Socialista Democrático Italiano            | 91 516    | 7,62 / 100,00   | 1,57 | 2 / 23    | 1       |
|                         | Movimento Social Italiano                          | 46 581    | 3,88 / 100,00   | 0,01 | 1 / 23    | Estável |
|                         | Partido Republicano Italiano                       | 13 526    | 1,13 / 100,00   | 0,54 | 0 / 23    | Estável |
|                         | Partido Democrático Italiano de Unidade Monárquica | 12 633    | 1,05 / 100,00   | 1,06 | 0 / 23    | Estável |
|                         | Outros                                             | 7 074     | 0,58 / 100,00   |      | 0 / 23    |         |
| Votos Inválidos         | Votos Inválidos                                    | 66 738    | 5,37 / 100,00   | 0,25 |           |         |
| Total                   | Total                                              | 1 241 649 | 100,00 / 100,00 |      | 23 / 23   | 2       |
| Eleitorado/Participação | Eleitorado/Participação                            | 1 320 562 | 94,02 / 100,00  | 0,43 |           |         |

#### Milano-Pavia
| Partido                 | Partido                                            | Votos     | %               | +/-  | Deputados | +/-     |
| ----------------------- | -------------------------------------------------- | --------- | --------------- | ---- | --------- | ------- |
|                         | Democracia Cristã                                  | 806 576   | 31,92 / 100,00  | 5,68 | 15 / 45   | Estável |
|                         | Partido Comunista Italiano                         | 613 603   | 24,29 / 100,00  | 1,54 | 11 / 45   | 2       |
|                         | Partido Socialista Italiano                        | 463 666   | 18,35 / 100,00  | 0,36 | 9 / 45    | 2       |
|                         | Partido Liberal Italiano                           | 285 215   | 11,29 / 100,00  | 5,63 | 5 / 45    | 3       |
|                         | Partido Socialista Democrático Italiano            | 172 279   | 6,82 / 100,00   | 0,04 | 3 / 45    | Estável |
|                         | Movimento Social Italiano                          | 108 764   | 4,30 / 100,00   | 0,48 | 2 / 45    | 1       |
|                         | Partido Democrático Italiano de Unidade Monárquica | 30 841    | 1,22 / 100,00   | 2,43 | 0 / 45    | 2       |
|                         | Outros                                             | 45 656    | 1,81 / 100,00   |      | 0 / 45    |         |
| Votos Inválidos         | Votos Inválidos                                    | 126 115   | 4,85 / 100,00   | 0,47 |           |         |
| Total                   | Total                                              | 2 601 172 | 100,00 / 100,00 |      | 45 / 45   | 6       |
| Eleitorado/Participação | Eleitorado/Participação                            | 2 705 579 | 96,14 / 100,00  | 0,15 |           |         |

#### Como-Sondrio-Varese
| Partido                 | Partido                                            | Votos   | %               | +/-  | Deputados | +/-     |
| ----------------------- | -------------------------------------------------- | ------- | --------------- | ---- | --------- | ------- |
|                         | Democracia Cristã                                  | 413 203 | 46,04 / 100,00  | 5,25 | 9 / 17    | 1       |
|                         | Partido Socialista Italiano                        | 177 803 | 19,81 / 100,00  | 0,47 | 4 / 17    | 1       |
|                         | Partido Comunista Italiano                         | 122 130 | 13,61 / 100,00  | 2,03 | 2 / 17    | Estável |
|                         | Partido Liberal Italiano                           | 75 098  | 8,37 / 100,00   | 5,04 | 1 / 17    | 1       |
|                         | Partido Socialista Democrático Italiano            | 67 813  | 7,56 / 100,00   | 0,94 | 1 / 17    | Estável |
|                         | Movimento Social Italiano                          | 26 966  | 3,00 / 100,00   | 0,03 | 0 / 17    | Estável |
|                         | Partido Democrático Italiano de Unidade Monárquica | 10 708  | 1,19 / 100,00   | 1,94 | 0 / 17    | Estável |
|                         | Outros                                             | 3 843   | 0,43 / 100,00   |      | 0 / 17    |         |
| Votos Inválidos         | Votos Inválidos                                    | 46 630  | 5,04 / 100,00   | 0,31 |           |         |
| Total                   | Total                                              | 926 116 | 100,00 / 100,00 |      | 17 / 17   | 3       |
| Eleitorado/Participação | Eleitorado/Participação                            | 968 679 | 95,61 / 100,00  | 0,14 |           |         |

#### Brescia-Bergamo
| Partido                 | Partido                                            | Votos     | %               | +/-  | Deputados | +/-     |
| ----------------------- | -------------------------------------------------- | --------- | --------------- | ---- | --------- | ------- |
|                         | Democracia Cristã                                  | 543 767   | 55,37 / 100,00  | 3,23 | 12 / 19   | Estável |
|                         | Partido Socialista Italiano                        | 149 184   | 15,19 / 100,00  | 0,18 | 3 / 19    | Estável |
|                         | Partido Comunista Italiano                         | 119 925   | 12,21 / 100,00  | 0,90 | 2 / 19    | Estável |
|                         | Partido Socialista Democrático Italiano            | 58 540    | 5,96 / 100,00   | 1,08 | 1 / 19    | Estável |
|                         | Partido Liberal Italiano                           | 57 020    | 5,81 / 100,00   | 2,56 | 1 / 19    | Estável |
|                         | Movimento Social Italiano                          | 32 030    | 3,26 / 100,00   | 0,04 | 0 / 19    | Estável |
|                         | Partido Democrático Italiano de Unidade Monárquica | 11 583    | 1,18 / 100,00   | 1,17 | 0 / 19    | Estável |
|                         | Outros                                             | 9 946     | 1,01 / 100,00   |      | 0 / 19    |         |
| Votos Inválidos         | Votos Inválidos                                    | 50 797    | 5,01 / 100,00   | 0,60 |           |         |
| Total                   | Total                                              | 1 013 641 | 100,00 / 100,00 |      | 19 / 19   |         |
| Eleitorado/Participação | Eleitorado/Participação                            | 1 070 121 | 94,72 / 100,00  | 0,23 |           |         |

#### Mantova-Cremona
| Partido                 | Partido                                 | Votos   | %               | +/-  | Deputados | +/-     |
| ----------------------- | --------------------------------------- | ------- | --------------- | ---- | --------- | ------- |
|                         | Democracia Cristã                       | 186 834 | 38,22 / 100,00  | 3,00 | 4 / 9     | 1       |
|                         | Partido Comunista Italiano              | 129 384 | 26,46 / 100,00  | 1,25 | 3 / 9     | Estável |
|                         | Partido Socialista Italiano             | 100 171 | 20,49 / 100,00  | 2,32 | 2 / 9     | Estável |
|                         | Partido Liberal Italiano                | 25 563  | 5,23 / 100,00   | 2,62 | 0 / 9     | Estável |
|                         | Partido Socialista Democrático Italiano | 22 471  | 4,60 / 100,00   | 0,80 | 0 / 9     | Estável |
|                         | Movimento Social Italiano               | 16 523  | 3,38 / 100,00   | 0,48 | 0 / 9     | Estável |
|                         | Outros                                  | 7 953   | 1,62 / 100,00   |      | 0 / 9     |         |
| Votos Inválidos         | Votos Inválidos                         | 25 368  | 5,04 / 100,00   | 0,69 |           |         |
| Total                   | Total                                   | 503 829 | 100,00 / 100,00 |      | 9 / 9     | 1       |
| Eleitorado/Participação | Eleitorado/Participação                 | 518 466 | 97,18 / 100,00  | 0,13 |           |         |

#### Trento-Bolzano
| Partido                 | Partido                                 | Votos   | %               | +/-  | Deputados | +/-     |
| ----------------------- | --------------------------------------- | ------- | --------------- | ---- | --------- | ------- |
|                         | Democracia Cristã                       | 191 902 | 39,46 / 100,00  | 3,75 | 5 / 10    | Estável |
|                         | Partido Popular Sul Tirolês             | 135 457 | 27,85 / 100,00  | 1,45 | 3 / 10    | Estável |
|                         | Partido Socialista Italiano             | 58 327  | 11,99 / 100,00  | 3,91 | 1 / 10    | Estável |
|                         | Partido Socialista Democrático Italiano | 29 975  | 6,16 / 100,00   | 0,24 | 0 / 10    | 1       |
|                         | Partido Comunista Italiano              | 28 177  | 5,79 / 100,00   | 0,55 | 1 / 10    | 1       |
|                         | Partido Liberal Italiano                | 19 598  | 4,03 / 100,00   | 1,70 | 0 / 10    | Estável |
|                         | Movimento Social Italiano               | 16 044  | 3,30 / 100,00   | 0,42 | 0 / 10    | Estável |
|                         | Outros                                  | 6 842   | 1,41 / 100,00   |      | 0 / 10    |         |
| Votos Inválidos         | Votos Inválidos                         | 24 482  | 4,89 / 100,00   | 1,66 |           |         |
| Total                   | Total                                   | 500 809 | 100,00 / 100,00 |      | 10 / 10   |         |
| Eleitorado/Participação | Eleitorado/Participação                 | 516 167 | 97,02 / 100,00  | 0,55 |           |         |

#### Verona-Padova-Vicenza-Rovigo
| Partido                 | Partido                                 | Votos     | %               | +/-  | Deputados | +/-     |
| ----------------------- | --------------------------------------- | --------- | --------------- | ---- | --------- | ------- |
|                         | Democracia Cristã                       | 782 386   | 55,93 / 100,00  | 2,07 | 17 / 29   | 1       |
|                         | Partido Socialista Italiano             | 202 954   | 14,51 / 100,00  | 0,89 | 4 / 29    | Estável |
|                         | Partido Comunista Italiano              | 188 537   | 13,48 / 100,00  | 0,59 | 4 / 29    | Estável |
|                         | Partido Liberal Italiano                | 81 957    | 5,86 / 100,00   | 2,35 | 2 / 29    | 1       |
|                         | Partido Socialista Democrático Italiano | 80 725    | 5,77 / 100,00   | 0,94 | 1 / 29    | Estável |
|                         | Movimento Social Italiano               | 42 342    | 3,03 / 100,00   | 0,14 | 1 / 29    | Estável |
|                         | Outros                                  | 19 983    | 1,43 / 100,00   |      |           |         |
| Votos Inválidos         | Votos Inválidos                         | 69 792    | 4,85 / 100,00   | 0,47 |           |         |
| Total                   | Total                                   | 1 440 465 | 100,00 / 100,00 |      | 29 / 29   |         |
| Eleitorado/Participação | Eleitorado/Participação                 | 1 501 255 | 95,95 / 100,00  | 0,76 |           |         |

#### Venezia-Treviso
| Partido                 | Partido                                 | Votos   | %               | +/-  | Deputados | +/-     |
| ----------------------- | --------------------------------------- | ------- | --------------- | ---- | --------- | ------- |
|                         | Democracia Cristã                       | 392 598 | 47,42 / 100,00  | 3,82 | 9 / 17    | Estável |
|                         | Partido Comunista Italiano              | 144 771 | 17,48 / 100,00  | 2,80 | 3 / 17    | Estável |
|                         | Partido Socialista Italiano             | 143 820 | 17,37 / 100,00  | 0,40 | 3 / 17    | Estável |
|                         | Partido Socialista Democrático Italiano | 66 120  | 7,99 / 100,00   | 0,80 | 1 / 17    | Estável |
|                         | Partido Liberal Italiano                | 40 385  | 4,88 / 100,00   | 2,06 | 1 / 17    | 1       |
|                         | Movimento Social Italiano               | 24 558  | 2,97 / 100,00   | 0,27 | 0 / 17    | Estável |
|                         | Outros                                  | 15 751  | 1,91 / 100,00   |      | 0 / 17    |         |
| Votos Inválidos         | Votos Inválidos                         | 41 382  | 4,85 / 100,00   | 0,03 |           |         |
| Total                   | Total                                   | 853 944 | 100,00 / 100,00 |      | 17 / 17   | 1       |
| Eleitorado/Participação | Eleitorado/Participação                 | 905 175 | 94,34 / 100,00  | 0,48 |           |         |

#### Udine-Belluno-Gorizia
| Partido                 | Partido                                            | Votos   | %               | +/-  | Deputados | +/-     |
| ----------------------- | -------------------------------------------------- | ------- | --------------- | ---- | --------- | ------- |
|                         | Democracia Cristã                                  | 339 899 | 47,38 / 100,00  | 4,01 | 7 / 14    | 1       |
|                         | Partido Socialista Italiano                        | 112 253 | 15,65 / 100,00  | 0,21 | 2 / 14    | Estável |
|                         | Partido Comunista Italiano                         | 110 772 | 15,44 / 100,00  | 2,51 | 2 / 14    | Estável |
|                         | Partido Socialista Democrático Italiano            | 81 441  | 11,35 / 100,00  | 2,36 | 2 / 14    | 1       |
|                         | Partido Liberal Italiano                           | 32 296  | 4,50 / 100,00   | 1,85 | 1 / 14    | 1       |
|                         | Movimento Social Italiano                          | 29 227  | 4,07 / 100,00   | 0,56 | 0 / 14    | 1       |
|                         | Partido Democrático Italiano de Unidade Monárquica | 7 219   | 1,01 / 100,00   | 1,33 | 0 / 14    | Estável |
|                         | Outros                                             | 4 346   | 0,61 / 100,00   |      | 0 / 14    |         |
| Votos Inválidos         | Votos Inválidos                                    | 34 928  | 4,72 / 100,00   | 0,18 |           |         |
| Total                   | Total                                              | 740 153 | 100,00 / 100,00 |      | 14 / 14   |         |
| Eleitorado/Participação | Eleitorado/Participação                            | 809 005 | 91,49 / 100,00  | 1,68 |           |         |

#### Bologna-Ferrara-Ravenna-Forli
| Partido                 | Partido                                 | Votos     | %               | +/-  | Deputados | +/-     |
| ----------------------- | --------------------------------------- | --------- | --------------- | ---- | --------- | ------- |
|                         | Partido Comunista Italiano              | 599 644   | 41,86 / 100,00  | 4,00 | 12 / 27   | 2       |
|                         | Democracia Cristã                       | 335 857   | 23,45 / 100,00  | 4,26 | 6 / 27    | 1       |
|                         | Partido Socialista Italiano             | 195 367   | 13,64 / 100,00  | 2,21 | 4 / 27    | Estável |
|                         | Partido Socialista Democrático Italiano | 93 563    | 6,53 / 100,00   | 0,07 | 2 / 27    | Estável |
|                         | Partido Liberal Italiano                | 81 229    | 5,67 / 100,00   | 2,68 | 1 / 27    | Estável |
|                         | Partido Republicano Italiano            | 70 656    | 4,93 / 100,00   | 0,56 | 1 / 27    | 1       |
|                         | Movimento Social Italiano               | 46 042    | 3,21 / 100,00   | 0,37 | 1 / 27    | Estável |
|                         | Outros                                  | 10 124    | 0,70 / 100,00   |      | 0 / 27    |         |
| Votos Inválidos         | Votos Inválidos                         | 66 606    | 4,52 / 100,00   | 0,10 |           |         |
| Total                   | Total                                   | 1 472 042 | 100,00 / 100,00 |      | 27 / 27   |         |
| Eleitorado/Participação | Eleitorado/Participação                 | 1 515 202 | 97,15 / 100,00  | 0,26 |           |         |

#### Parma-Modena-Piacenza-Reggio nell'Emilia
| Partido                 | Partido                                 | Votos     | %               | +/-  | Deputados | +/-     |
| ----------------------- | --------------------------------------- | --------- | --------------- | ---- | --------- | ------- |
|                         | Partido Comunista Italiano              | 418 045   | 39,16 / 100,00  | 4,02 | 8 / 19    | 1       |
|                         | Democracia Cristã                       | 315 124   | 29,52 / 100,00  | 4,80 | 6 / 19    | 1       |
|                         | Partido Socialista Italiano             | 158 558   | 14,85 / 100,00  | 2,32 | 3 / 19    | Estável |
|                         | Partido Socialista Democrático Italiano | 73 867    | 6,92 / 100,00   | 0,68 | 1 / 19    | Estável |
|                         | Partido Liberal Italiano                | 59 380    | 5,56 / 100,00   | 2,65 | 1 / 19    | Estável |
|                         | Movimento Social Italiano               | 28 205    | 2,64 / 100,00   | 0,09 | 0 / 19    | Estável |
|                         | Outros                                  | 14 434    | 1,35 / 100,00   |      | 0 / 19    |         |
| Votos Inválidos         | Votos Inválidos                         | 62 181    | 5,64 / 100,00   | 0,17 |           |         |
| Total                   | Total                                   | 1 103 250 | 100,00 / 100,00 |      | 19 / 19   |         |
| Eleitorado/Participação | Eleitorado/Participação                 | 1 153 202 | 95,67 / 100,00  | 0,10 |           |         |

#### Firenze-Pistoia
| Partido                 | Partido                                 | Votos   | %               | +/-  | Deputados | +/-     |
| ----------------------- | --------------------------------------- | ------- | --------------- | ---- | --------- | ------- |
|                         | Partido Comunista Italiano              | 366 458 | 41,90 / 100,00  | 4,83 | 7 / 16    | 1       |
|                         | Democracia Cristã                       | 251 781 | 28,79 / 100,00  | 5,19 | 5 / 16    | Estável |
|                         | Partido Socialista Italiano             | 112 047 | 12,81 / 100,00  | 3,11 | 2 / 16    | Estável |
|                         | Partido Liberal Italiano                | 52 036  | 5,95 / 100,00   | 3,21 | 1 / 16    | 1       |
|                         | Partido Socialista Democrático Italiano | 48 314  | 5,52 / 100,00   | 1,13 | 1 / 16    | 1       |
|                         | Movimento Social Italiano               | 31 842  | 3,64 / 100,00   | 0,13 | 0 / 16    | Estável |
|                         | Outros                                  | 12 077  | 1,38 / 100,00   |      | 0 / 16    |         |
| Votos Inválidos         | Votos Inválidos                         | 48 433  | 5,37 / 100,00   | 0,28 |           |         |
| Total                   | Total                                   | 901 916 | 100,00 / 100,00 |      | 16 / 16   | 3       |
| Eleitorado/Participação | Eleitorado/Participação                 | 927 977 | 97,19 / 100,00  | 0,03 |           |         |

#### Pisa-Livorno-Lucca-Massa e Carrara
| Partido                 | Partido                                 | Votos   | %               | +/-  | Deputados | +/-     |
| ----------------------- | --------------------------------------- | ------- | --------------- | ---- | --------- | ------- |
|                         | Democracia Cristã                       | 278 049 | 33,45 / 100,00  | 5,96 | 5 / 15    | 1       |
|                         | Partido Comunista Italiano              | 265 530 | 31,95 / 100,00  | 3,09 | 5 / 15    | Estável |
|                         | Partido Socialista Italiano             | 139 826 | 16,82 / 100,00  | 0,08 | 3 / 15    | Estável |
|                         | Partido Socialista Democrático Italiano | 49 338  | 5,94 / 100,00   | 2,33 | 1 / 15    | 1       |
|                         | Movimento Social Italiano               | 37 285  | 4,49 / 100,00   | 0,13 | 0 / 15    | Estável |
|                         | Partido Liberal Italiano                | 35 123  | 4,23 / 100,00   | 2,53 | 0 / 15    | Estável |
|                         | Partido Republicano Italiano            | 20 001  | 2,41 / 100,00   | 0,71 | 1 / 15    | Estável |
|                         | Outros                                  | 6 010   | 0,72 / 100,00   |      | 0 / 15    |         |
| Votos Inválidos         | Votos Inválidos                         | 46 974  | 5,47 / 100,00   | 0,21 |           |         |
| Total                   | Total                                   | 859 361 | 100,00 / 100,00 |      | 15 / 15   |         |
| Eleitorado/Participação | Eleitorado/Participação                 | 901 804 | 95,29 / 100,00  | 0,24 |           |         |

#### Siena-Arezzo-Grosseto
| Partido                 | Partido                                 | Votos   | %               | +/-  | Deputados | +/-     |
| ----------------------- | --------------------------------------- | ------- | --------------- | ---- | --------- | ------- |
|                         | Partido Comunista Italiano              | 232 256 | 43,29 / 100,00  | 4,63 | 5 / 10    | 1       |
|                         | Democracia Cristã                       | 153 749 | 28,66 / 100,00  | 2,28 | 3 / 10    | Estável |
|                         | Partido Socialista Italiano             | 77 220  | 14,39 / 100,00  | 3,78 | 2 / 10    | Estável |
|                         | Partido Socialista Democrático Italiano | 21 819  | 4,07 / 100,00   | 0,92 | 0 / 10    | Estável |
|                         | Movimento Social Italiano               | 19 951  | 3,72 / 100,00   | 0,14 | 0 / 10    | Estável |
|                         | Partido Liberal Italiano                | 17 989  | 3,35 / 100,00   | 1,39 | 0 / 10    | Estável |
|                         | Partido Republicano Italiano            | 9 927   | 1,85 / 100,00   | 0,61 | 0 / 10    | Estável |
|                         | Outros                                  | 3 549   | 0,66 / 100,00   |      | 0 / 10    |         |
| Votos Inválidos         | Votos Inválidos                         | 26 674  | 4,83 / 100,00   | 0,18 |           |         |
| Total                   | Total                                   | 551 963 | 100,00 / 100,00 |      | 10 / 10   | 1       |
| Eleitorado/Participação | Eleitorado/Participação                 | 570 890 | 96,68 / 100,00  | 0,12 |           |         |

#### Ancona-Pesaro-Macerata-Ascoli Piceno
| Partido                 | Partido                                 | Votos   | %               | +/-  | Deputados | +/-     |
| ----------------------- | --------------------------------------- | ------- | --------------- | ---- | --------- | ------- |
|                         | Democracia Cristã                       | 328 181 | 38,34 / 100,00  | 5,21 | 7 / 19    | 1       |
|                         | Partido Comunista Italiano              | 256 742 | 30,00 / 100,00  | 4,32 | 6 / 19    | 1       |
|                         | Partido Socialista Italiano             | 121 697 | 14,22 / 100,00  | 1,16 | 2 / 19    | 1       |
|                         | Partido Socialista Democrático Italiano | 48 492  | 5,67 / 100,00   | 1,36 | 1 / 19    | Estável |
|                         | Movimento Social Italiano               | 38 724  | 4,52 / 100,00   | 0,45 | 1 / 19    | Estável |
|                         | Partido Liberal Italiano                | 34 292  | 4,01 / 100,00   | 2,13 | 1 / 19    | 1       |
|                         | Partido Republicano Italiano            | 23 258  | 2,72 / 100,00   | 0,77 | 1 / 19    | Estável |
|                         | Outros                                  | 4 510   | 0,53 / 100,00   |      | 0 / 19    |         |
| Votos Inválidos         | Votos Inválidos                         | 44 728  | 5,07 / 100,00   | 0,40 |           |         |
| Total                   | Total                                   | 883 061 | 100,00 / 100,00 |      | 19 / 19   |         |
| Eleitorado/Participação | Eleitorado/Participação                 | 937 384 | 94,20 / 100,00  | 0,62 |           |         |

#### Perugia-Terni-Rieti
| Partido                 | Partido                                 | Votos   | %               | +/-  | Deputados | +/-     |
| ----------------------- | --------------------------------------- | ------- | --------------- | ---- | --------- | ------- |
|                         | Partido Comunista Italiano              | 219 628 | 36,02 / 100,00  | 7,19 | 5 / 12    | 1       |
|                         | Democracia Cristã                       | 194 579 | 31,91 / 100,00  | 2,37 | 4 / 12    | 1       |
|                         | Partido Socialista Italiano             | 96 365  | 15,80 / 100,00  | 4,73 | 2 / 12    | 1       |
|                         | Movimento Social Italiano               | 39 598  | 6,49 / 100,00   | 0,33 | 1 / 12    | Estável |
|                         | Partido Socialista Democrático Italiano | 22 235  | 3,65 / 100,00   | 0,61 | 0 / 12    | Estável |
|                         | Partido Liberal Italiano                | 21 112  | 3,46 / 100,00   | 1,32 | 0 / 12    | Estável |
|                         | Partido Republicano Italiano            | 11 706  | 1,92 / 100,00   | 0,16 | 0 / 12    | Estável |
|                         | Outros                                  | 4 496   | 0,74 / 100,00   |      | 0 / 12    |         |
| Votos Inválidos         | Votos Inválidos                         | 33 341  | 5,28 / 100,00   | 0,40 |           |         |
| Total                   | Total                                   | 631 272 | 100,00 / 100,00 |      | 12 / 12   | 1       |
| Eleitorado/Participação | Eleitorado/Participação                 | 672 726 | 93,84 / 100,00  | 1,23 |           |         |

#### Roma-Viterbo-Latina-Frosinone
| Partido                 | Partido                                            | Votos     | %               | +/-  | Deputados | +/-     |
| ----------------------- | -------------------------------------------------- | --------- | --------------- | ---- | --------- | ------- |
|                         | Democracia Cristã                                  | 781 484   | 33,24 / 100,00  | 4,34 | 16 / 48   | Estável |
|                         | Partido Comunista Italiano                         | 602 771   | 25,63 / 100,00  | 2,69 | 12 / 48   | 3       |
|                         | Partido Socialista Italiano                        | 278 940   | 11,86 / 100,00  | 0,55 | 6 / 48    | 1       |
|                         | Movimento Social Italiano                          | 237 333   | 10,09 / 100,00  | 0,19 | 5 / 48    | 1       |
|                         | Partido Liberal Italiano                           | 196 954   | 8,38 / 100,00   | 5,08 | 4 / 48    | 3       |
|                         | Partido Socialista Democrático Italiano            | 137 566   | 5,85 / 100,00   | 2,97 | 3 / 48    | 2       |
|                         | Partido Democrático Italiano de Unidade Monárquica | 44 793    | 1,90 / 100,00   | 5,41 | 1 / 48    | 1       |
|                         | Partido Republicano Italiano                       | 42 626    | 1,81 / 100,00   | 0,58 | 1 / 48    | Estável |
|                         | Outros                                             | 28 907    | 1,24 / 100,00   |      | 0 / 48    |         |
| Votos Inválidos         | Votos Inválidos                                    | 86 831    | 3,61 / 100,00   | 0,26 |           |         |
| Total                   | Total                                              | 2 408 138 | 100,00 / 100,00 |      | 48 / 48   | 9       |
| Eleitorado/Participação | Eleitorado/Participação                            | 2 557 828 | 94,15 / 100,00  | 0,59 |           |         |

#### L'Aquila-Pescara-Chieti-Teramo
| Partido                 | Partido                                            | Votos   | %               | +/-  | Deputados | +/-     |
| ----------------------- | -------------------------------------------------- | ------- | --------------- | ---- | --------- | ------- |
|                         | Democracia Cristã                                  | 311 274 | 45,44 / 100,00  | 1,15 | 7 / 16    | 1       |
|                         | Partido Comunista Italiano                         | 167 404 | 24,44 / 100,00  | 3,53 | 4 / 16    | Estável |
|                         | Partido Socialista Italiano                        | 78 598  | 11,47 / 100,00  | 0,81 | 2 / 16    | Estável |
|                         | Partido Socialista Democrático Italiano            | 37 910  | 5,53 / 100,00   | 2,25 | 1 / 16    | 1       |
|                         | Movimento Social Italiano                          | 37 153  | 5,42 / 100,00   | 0,81 | 1 / 16    | Estável |
|                         | Partido Liberal Italiano                           | 30 297  | 4,42 / 100,00   | 2,67 | 1 / 16    | 1       |
|                         | Partido Democrático Italiano de Unidade Monárquica | 10 616  | 1,55 / 100,00   | 6,00 | 0 / 16    | 2       |
|                         | Partido Republicano Italiano                       | 7 071   | 1,03 / 100,00   | 0,15 | 0 / 16    | Estável |
|                         | Outros                                             | 4 742   | 0,69 / 100,00   |      | 0 / 16    |         |
| Votos Inválidos         | Votos Inválidos                                    | 32 227  | 4,55 / 100,00   | 0,22 |           |         |
| Total                   | Total                                              | 707 618 | 100,00 / 100,00 |      | 16 / 16   | 1       |
| Eleitorado/Participação | Eleitorado/Participação                            | 817 803 | 86,53 / 100,00  | 0,89 |           |         |

#### Campobasso
| Partido                 | Partido                                            | Votos   | %               | +/-  | Deputados | +/-     |
| ----------------------- | -------------------------------------------------- | ------- | --------------- | ---- | --------- | ------- |
|                         | Democracia Cristã                                  | 98 476  | 51,44 / 100,00  | 3,69 | 3 / 4     | 1       |
|                         | Partido Comunista Italiano                         | 31 529  | 16,47 / 100,00  | 1,08 | 1 / 4     | Estável |
|                         | Partido Liberal Italiano                           | 18 609  | 9,72 / 100,00   | 0,01 | 0 / 4     | 1       |
|                         | Partido Socialista Italiano                        | 17 084  | 8,92 / 100,00   | 3,86 | 0 / 4     | Estável |
|                         | Partido Socialista Democrático Italiano            | 9 161   | 4,79 / 100,00   | 3,63 | 0 / 4     | Estável |
|                         | Movimento Social Italiano                          | 8 876   | 4,64 / 100,00   | 0,23 | 0 / 4     | Estável |
|                         | Partido Democrático Italiano de Unidade Monárquica | 4 626   | 2,42 / 100,00   | 3,77 | 0 / 4     | Estável |
|                         | Partido Republicano Italiano                       | 3 060   | 1,60 / 100,00   | 0,82 | 0 / 4     | Estável |
| Votos Inválidos         | Votos Inválidos                                    | 13 473  | 6,68 / 100,00   | 1,65 |           |         |
| Total                   | Total                                              | 201 759 | 100,00 / 100,00 |      | 4 / 4     | 2       |
| Eleitorado/Participação | Eleitorado/Participação                            | 253 884 | 79,47 / 100,00  | 6,40 |           |         |

#### Napoli-Caserta
| Partido                 | Partido                                            | Votos     | %               | +/-   | Deputados | +/- |
| ----------------------- | -------------------------------------------------- | --------- | --------------- | ----- | --------- | --- |
|                         | Democracia Cristã                                  | 612 493   | 38,14 / 100,00  | 1,91  | 15 / 38   | 1   |
|                         | Partido Comunista Italiano                         | 395 165   | 24,60 / 100,00  | 0,49  | 10 / 38   | 2   |
|                         | Partido Socialista Italiano                        | 186 867   | 11,64 / 100,00  | 3,63  | 4 / 38    | 1   |
|                         | Partido Liberal Italiano                           | 106 988   | 6,66 / 100,00   | 4,29  | 2 / 38    | 1   |
|                         | Partido Democrático Italiano de Unidade Monárquica | 104 467   | 6,50 / 100,00   | 11,68 | 3 / 38    | 3   |
|                         | Movimento Social Italiano                          | 97 860    | 6,09 / 100,00   | 2,88  | 2 / 38    | 1   |
|                         | Partido Socialista Democrático Italiano            | 80 997    | 5,04 / 100,00   | 2,59  | 2 / 38    | 1   |
|                         | Outros                                             | 21 202    | 1,32 / 100,00   |       | 0 / 38    |     |
| Votos Inválidos         | Votos Inválidos                                    | 67 137    | 4,06 / 100,00   | 0,56  |           |     |
| Total                   | Total                                              | 1 652 506 | 100,00 / 100,00 |       | 38 / 38   | 4   |
| Eleitorado/Participação | Eleitorado/Participação                            | 1 803 220 | 91,64 / 100,00  | 1,56  |           |     |

#### Benevento-Avellino-Salerno
| Partido                 | Partido                                            | Votos     | %               | +/-  | Deputados | +/-     |
| ----------------------- | -------------------------------------------------- | --------- | --------------- | ---- | --------- | ------- |
|                         | Democracia Cristã                                  | 375 564   | 42,41 / 100,00  | 3,83 | 10 / 21   | Estável |
|                         | Partido Comunista Italiano                         | 160 589   | 18,13 / 100,00  | 0,37 | 4 / 21    | Estável |
|                         | Partido Socialista Italiano                        | 90 362    | 10,20 / 100,00  | 0,86 | 2 / 21    | Estável |
|                         | Partido Socialista Democrático Italiano            | 67 444    | 7,62 / 100,00   | 3,75 | 2 / 21    | 1       |
|                         | Movimento Social Italiano                          | 63 785    | 7,20 / 100,00   | 2,41 | 1 / 21    | Estável |
|                         | Partido Liberal Italiano                           | 59 621    | 6,73 / 100,00   | 1,33 | 1 / 21    | Estável |
|                         | Partido Democrático Italiano de Unidade Monárquica | 51 403    | 5,80 / 100,00   | 5,40 | 1 / 21    | 1       |
|                         | Partido Republicano Italiano                       | 13 074    | 1,48 / 100,00   | 0,51 | 0 / 21    | Estável |
|                         | Outros                                             | 3 710     | 0,42 / 100,00   |      | 0 / 21    |         |
| Votos Inválidos         | Votos Inválidos                                    | 49 232    | 5,34 / 100,00   | 1,06 |           |         |
| Total                   | Total                                              | 922 328   | 100,00 / 100,00 |      | 21 / 21   |         |
| Eleitorado/Participação | Eleitorado/Participação                            | 1 075 175 | 85,78 / 100,00  | 3,60 |           |         |

#### Bari-Foggia
| Partido                 | Partido                                            | Votos     | %               | +/-  | Deputados | +/-     |
| ----------------------- | -------------------------------------------------- | --------- | --------------- | ---- | --------- | ------- |
|                         | Democracia Cristã                                  | 413 966   | 40,90 / 100,00  | 1,27 | 10 / 23   | Estável |
|                         | Partido Comunista Italiano                         | 297 359   | 29,38 / 100,00  | 2,20 | 7 / 23    | Estável |
|                         | Partido Socialista Italiano                        | 106 731   | 10,55 / 100,00  | 1,92 | 3 / 23    | Estável |
|                         | Movimento Social Italiano                          | 71 441    | 7,06 / 100,00   | 0,73 | 1 / 23    | Estável |
|                         | Partido Socialista Democrático Italiano            | 37 796    | 3,73 / 100,00   | 2,03 | 1 / 23    | 1       |
|                         | Partido Liberal Italiano                           | 35 367    | 3,49 / 100,00   | 1,19 | 1 / 23    | 1       |
|                         | Partido Democrático Italiano de Unidade Monárquica | 23 273    | 2,30 / 100,00   | 4,98 | 0 / 23    | 1       |
|                         | Concentração pela Unidade Rural                    | 12 393    | 1,22 / 100,00   | Novo | 0 / 23    | Novo    |
|                         | Outros                                             | 13 799    | 1,37 / 100,00   |      | 0 / 23    |         |
| Votos Inválidos         | Votos Inválidos                                    | 38 672    | 3,72 / 100,00   | 0,73 |           |         |
| Total                   | Total                                              | 1 038 353 | 100,00 / 100,00 |      | 23 / 23   | 1       |
| Eleitorado/Participação | Eleitorado/Participação                            | 1 132 531 | 91,68 / 100,00  | 2,37 |           |         |

#### Lecce-Brindisi-Taranto
| Partido                 | Partido                                            | Votos   | %               | +/-  | Deputados | +/-     |
| ----------------------- | -------------------------------------------------- | ------- | --------------- | ---- | --------- | ------- |
|                         | Democracia Cristã                                  | 369 311 | 46,14 / 100,00  | 0,47 | 9 / 18    | Estável |
|                         | Partido Comunista Italiano                         | 178 202 | 22,27 / 100,00  | 2,46 | 4 / 18    | Estável |
|                         | Partido Socialista Italiano                        | 86 865  | 10,85 / 100,00  | 0,79 | 2 / 18    | Estável |
|                         | Movimento Social Italiano                          | 75 015  | 9,37 / 100,00   | 1,60 | 2 / 18    | Estável |
|                         | Partido Liberal Italiano                           | 30 116  | 3,76 / 100,00   | 1,82 | 1 / 18    | 1       |
|                         | Partido Socialista Democrático Italiano            | 28 610  | 3,57 / 100,00   | 1,95 | 0 / 18    | Estável |
|                         | Partido Democrático Italiano de Unidade Monárquica | 12 316  | 1,54 / 100,00   | 6,54 | 0 / 18    | 1       |
|                         | Concentração pela Unidade Rural                    | 9 392   | 1,17 / 100,00   | Novo | 0 / 18    | Novo    |
|                         | Outros                                             | 10 501  | 1,31 / 100,00   |      | 0 / 18    |         |
| Votos Inválidos         | Votos Inválidos                                    | 34 962  | 4,23 / 100,00   | 0,62 |           |         |
| Total                   | Total                                              | 825 769 | 100,00 / 100,00 |      | 18 / 18   |         |
| Eleitorado/Participação | Eleitorado/Participação                            | 899 126 | 91,84 / 100,00  | 2,14 |           |         |

#### Potenza-Matera
| Partido                 | Partido                                            | Votos   | %               | +/-  | Deputados | +/-     |
| ----------------------- | -------------------------------------------------- | ------- | --------------- | ---- | --------- | ------- |
|                         | Democracia Cristã                                  | 139 342 | 42,54 / 100,00  | 4,15 | 4 / 8     | Estável |
|                         | Partido Comunista Italiano                         | 94 748  | 28,92 / 100,00  | 3,02 | 3 / 8     | 1       |
|                         | Partido Socialista Italiano                        | 33 754  | 10,30 / 100,00  | 0,83 | 1 / 8     | Estável |
|                         | Partido Socialista Democrático Italiano            | 19 003  | 5,80 / 100,00   | 3,77 | 0 / 8     | Estável |
|                         | Movimento Social Italiano                          | 17 955  | 5,48 / 100,00   | 2,47 | 0 / 8     | Estável |
|                         | Partido Liberal Italiano                           | 14 040  | 4,29 / 100,00   | 2,84 | 0 / 8     | Estável |
|                         | Partido Democrático Italiano de Unidade Monárquica | 3 462   | 1,06 / 100,00   | 7,72 | 0 / 8     | 1       |
|                         | Outros                                             | 5 272   | 1,61 / 100,00   |      | 0 / 8     |         |
| Votos Inválidos         | Votos Inválidos                                    | 20 674  | 6,01 / 100,00   | 1,69 |           |         |
| Total                   | Total                                              | 343 888 | 100,00 / 100,00 |      | 8 / 8     |         |
| Eleitorado/Participação | Eleitorado/Participação                            | 388 802 | 88,45 / 100,00  | 2,99 |           |         |

#### Catanzaro-Cosenza-Reggio di Calabria
| Partido                 | Partido                                            | Votos     | %               | +/-  | Deputados | +/-     |
| ----------------------- | -------------------------------------------------- | --------- | --------------- | ---- | --------- | ------- |
|                         | Democracia Cristã                                  | 433 987   | 43,95 / 100,00  | 3,38 | 12 / 26   | 1       |
|                         | Partido Comunista Italiano                         | 259 326   | 26,26 / 100,00  | 3,26 | 7 / 26    | 1       |
|                         | Partido Socialista Italiano                        | 128 753   | 13,04 / 100,00  | 1,19 | 3 / 26    | Estável |
|                         | Movimento Social Italiano                          | 68 200    | 6,91 / 100,00   | 1,11 | 2 / 26    | 1       |
|                         | Partido Liberal Italiano                           | 34 327    | 3,48 / 100,00   | 0,77 | 1 / 26    | Estável |
|                         | Partido Socialista Democrático Italiano            | 29 426    | 2,98 / 100,00   | 1,08 | 1 / 26    | 1       |
|                         | Partido Democrático Italiano de Unidade Monárquica | 17 802    | 1,80 / 100,00   | 3,40 | 0 / 26    | 2       |
|                         | Partido Republicano Italiano                       | 13 712    | 1,39 / 100,00   | 0,78 | 0 / 26    | Estável |
|                         | Outros                                             | 1 995     | 0,20 / 100,00   |      | 0 / 26    |         |
| Votos Inválidos         | Votos Inválidos                                    | 57 963    | 5,63 / 100,00   | 1,11 |           |         |
| Total                   | Total                                              | 1 028 976 | 100,00 / 100,00 |      | 26 / 26   |         |
| Eleitorado/Participação | Eleitorado/Participação                            | 1 208 737 | 85,13 / 100,00  | 2,60 |           |         |

#### Catania-Messina-Siracusa-Ragusa-Enna
| Partido                 | Partido                                            | Votos     | %               | +/-  | Deputados | +/-     |
| ----------------------- | -------------------------------------------------- | --------- | --------------- | ---- | --------- | ------- |
|                         | Democracia Cristã                                  | 499 545   | 39,38 / 100,00  | 3,48 | 12 / 29   | 1       |
|                         | Partido Comunista Italiano                         | 292 900   | 23,09 / 100,00  | 1,15 | 7 / 29    | 1       |
|                         | Partido Socialista Italiano                        | 132 244   | 10,42 / 100,00  | 0,69 | 3 / 29    | Estável |
|                         | Partido Liberal Italiano                           | 125 334   | 9,88 / 100,00   | 2,83 | 3 / 29    | 1       |
|                         | Movimento Social Italiano                          | 93 656    | 7,38 / 100,00   | 1,22 | 2 / 29    | Estável |
|                         | Partido Socialista Democrático Italiano            | 67 777    | 5,34 / 100,00   | 2,57 | 1 / 29    | Estável |
|                         | Partido Democrático Italiano de Unidade Monárquica | 30 620    | 2,41 / 100,00   | 6,11 | 1 / 29    | 1       |
|                         | Partido Republicano Italiano                       | 14 779    | 1,17 / 100,00   | 0,54 | 0 / 29    | Estável |
|                         | Outros                                             | 11 718    | 0,92 / 100,00   |      | 0 / 29    |         |
| Votos Inválidos         | Votos Inválidos                                    | 67 077    | 5,09 / 100,00   | 1,34 |           |         |
| Total                   | Total                                              | 1 317 041 | 100,00 / 100,00 |      | 29 / 29   |         |
| Eleitorado/Participação | Eleitorado/Participação                            | 1 508 689 | 87,30 / 100,00  | 3,38 |           |         |

#### Palermo-Trapani-Agrigento-Caltanissetta
| Partido                 | Partido                                            | Votos     | %               | +/-  | Deputados | +/-     |
| ----------------------- | -------------------------------------------------- | --------- | --------------- | ---- | --------- | ------- |
|                         | Democracia Cristã                                  | 448 856   | 38,13 / 100,00  | 4,92 | 12 / 29   | 1       |
|                         | Partido Comunista Italiano                         | 286 294   | 24,32 / 100,00  | 2,45 | 7 / 29    | 1       |
|                         | Partido Socialista Italiano                        | 135 038   | 11,47 / 100,00  | 0,47 | 3 / 29    | Estável |
|                         | Partido Liberal Italiano                           | 89 852    | 7,63 / 100,00   | 3,43 | 2 / 29    | 1       |
|                         | Movimento Social Italiano                          | 83 925    | 7,13 / 100,00   | 0,51 | 2 / 29    | Estável |
|                         | Partido Socialista Democrático Italiano            | 39 070    | 3,32 / 100,00   | 0,44 | 1 / 29    | Estável |
|                         | Partido Democrático Italiano de Unidade Monárquica | 37 757    | 3,21 / 100,00   | 3,32 | 1 / 29    | 1       |
|                         | Partido Republicano Italiano                       | 35 809    | 3,04 / 100,00   | 1,44 | 1 / 29    | Estável |
|                         | Outros                                             | 20 721    | 1,76 / 100,00   |      | 0 / 29    |         |
| Votos Inválidos         | Votos Inválidos                                    | 63 660    | 5,20 / 100,00   | 1,27 |           |         |
| Total                   | Total                                              | 1 223 558 | 100,00 / 100,00 |      | 29 / 29   |         |
| Eleitorado/Participação | Eleitorado/Participação                            | 1 446 477 | 84,59 / 100,00  | 4,99 |           |         |

#### Cagliari-Sassari-Nuoro
| Partido                 | Partido                                            | Votos   | %               | +/-  | Deputados | +/-     |
| ----------------------- | -------------------------------------------------- | ------- | --------------- | ---- | --------- | ------- |
|                         | Democracia Cristã                                  | 308 754 | 42,54 / 100,00  | 4,53 | 8 / 18    | Estável |
|                         | Partido Comunista Italiano                         | 163 232 | 22,49 / 100,00  | 2,71 | 4 / 18    | 1       |
|                         | Partido Socialista Italiano                        | 80 227  | 11,05 / 100,00  | 1,29 | 2 / 18    | Estável |
|                         | Partido Liberal Italiano                           | 41 993  | 5,79 / 100,00   | 3,06 | 1 / 18    | 1       |
|                         | Movimento Social Italiano                          | 41 978  | 5,78 / 100,00   | 1,07 | 1 / 18    | Estável |
|                         | Partido Republicano Italiano                       | 29 425  | 4,05 / 100,00   | 3,54 | 1 / 18    | 1       |
|                         | Partido Democrático Italiano de Unidade Monárquica | 27 177  | 3,74 / 100,00   | 2,75 | 1 / 18    | Estável |
|                         | Partido Socialista Democrático Italiano            | 26 661  | 3,67 / 100,00   | 1,63 | 0 / 18    | Estável |
|                         | Outros                                             | 6 394   | 0,88 / 100,00   |      | 0 / 18    |         |
| Votos Inválidos         | Votos Inválidos                                    | 29 369  | 3,94 / 100,00   | 0,61 |           |         |
| Total                   | Total                                              | 746 316 | 100,00 / 100,00 |      | 18 / 18   | 3       |
| Eleitorado/Participação | Eleitorado/Participação                            | 840 602 | 88,78 / 100,00  | 3,19 |           |         |

#### Valle d'Aosta
| Partido                 | Partido                   | Votos  | %               | +/-  | Deputados | +/-     |
| ----------------------- | ------------------------- | ------ | --------------- | ---- | --------- | ------- |
|                         | União Valdostana          | 31 844 | 49,82 / 100,00  | 1,12 | 1 / 1     | Estável |
|                         | Democracia Cristã         | 30 708 | 48,04 / 100,00  | 1,61 | 0 / 1     | Estável |
|                         | Movimento Social Italiano | 1 372  | 2,15 / 100,00   | 0,48 | 0 / 1     | Estável |
| Votos Inválidos         | Votos Inválidos           | 5 870  | 8,72 / 100,00   | 2,14 |           |         |
| Total                   | Total                     | 67 316 | 100,00 / 100,00 |      | 1 / 1     |         |
| Eleitorado/Participação | Eleitorado/Participação   | 71 971 | 93,53 / 100,00  | 1,09 |           |         |

#### Trieste
| Partido                 | Partido                                 | Votos   | %               | +/-  | Deputados | +/-     |
| ----------------------- | --------------------------------------- | ------- | --------------- | ---- | --------- | ------- |
|                         | Democracia Cristã                       | 70 352  | 32,19 / 100,00  | 1,29 | 2 / 3     | Estável |
|                         | Partido Comunista Italiano              | 51 384  | 23,51 / 100,00  | 0,27 | 1 / 3     | Estável |
|                         | Movimento Social Italiano               | 26 003  | 11,90 / 100,00  | 3,81 | 0 / 3     | 1       |
|                         | Partido Liberal Italiano                | 19 744  | 9,03 / 100,00   | 5,70 | 0 / 3     | Estável |
|                         | Partido Socialista Democrático Italiano | 19 281  | 8,82 / 100,00   | 2,39 | 0 / 3     | Estável |
|                         | Partido Socialista Italiano             | 15 302  | 7,00 / 100,00   | 1,08 | 0 / 3     | Estável |
|                         | Lista Unitária Eslovena                 | 5 679   | 2,60 / 100,00   | Novo | 0 / 3     | Novo    |
|                         | Movimento pela Independência de Trieste | 4 261   | 1,95 / 100,00   | Novo | 0 / 3     | Novo    |
|                         | Partido Republicano Italiano            | 4 227   | 1,93 / 100,00   | 1,43 | 0 / 3     | Estável |
|                         | Outros                                  | 2 299   | 1,05 / 100,00   |      | 0 / 3     |         |
| Votos Inválidos         | Votos Inválidos                         | 7 699   | 3,45 / 100,00   | 1,04 |           |         |
| Total                   | Total                                   | 223 223 | 100,00 / 100,00 |      | 3 / 3     | 1       |
| Eleitorado/Participação | Eleitorado/Participação                 | 233 533 | 95,59 / 100,00  | 0,69 |           |         |